# Шен Деси
Шен Деси (фр. Chein-Dessus) насеље је и општина у јужној Француској у региону Миди Пирене, у департману Горња Гарона која припада префектури Сен Годан.
По подацима из 2011. године у општини је живело 193 становника, а густина насељености је износила 15,21 становника/km². Општина се простире на површини од 12,69 km². Налази се на средњој надморској висини од 480 метара (максималној 1.353 m, а минималној 378 m).

## Демографија
| 1962. | 1968. | 1975. | 1982. | 1990. | 1999. | 2011. |
| ----- | ----- | ----- | ----- | ----- | ----- | ----- |
| 212   | 239   | 213   | 209   | 200   | 184   | 193   |

График промене броја становника у току последњих година